# Armorial des voïvodies de la Pologne
Cet article présente les armoiries des voïvodies de Pologne.

## Armorial des voïvodies
Une voïvodie (województwo) est une unité de division administrative et une collectivité territoriale (samorząd terytorialny) de la Pologne (province). Le voïvode est le représentant de l'État. L'assemblée délibérante est la diétine (sejmik), qui élit son président (przewodniczący sejmiku) et l'exécutif de la collectivité régionale, le maréchal de la voïvodie (marszałek województwa).
Le terme français de palatinat (Voïvode/Palatin) n'est plus que d'usage historique. Chaque voïvodie est divisée en districts (powiat). Après la réforme administrative du 1er janvier 1999, le nombre des voïvodies est de 16.

Basse-Silésie
Couïavie-Poméranie
Lublin
Lubusz
Petite-Pologne
Łódź
Mazovie
Opole
Basses-Carpates
Podlachie
Poméranie
Silésie
Sainte-Croix
Varmie-Mazurie
Grande-Pologne
Poméranie-occidentale